# 别斯兰

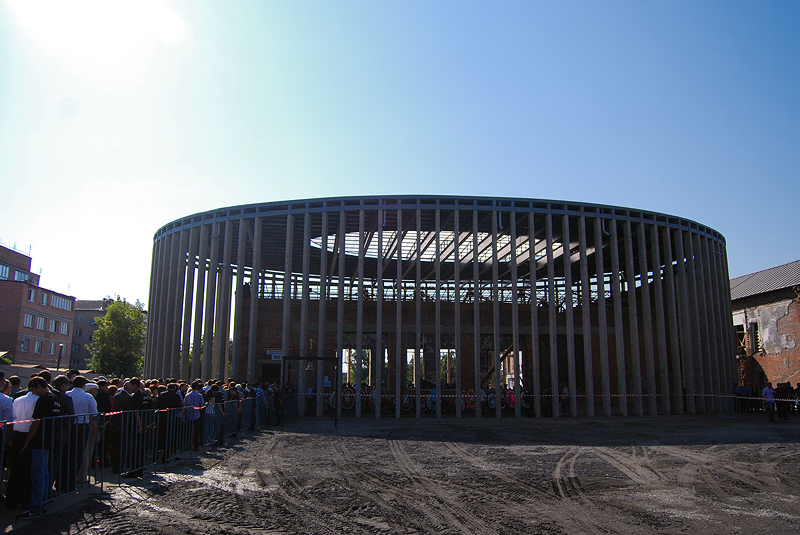

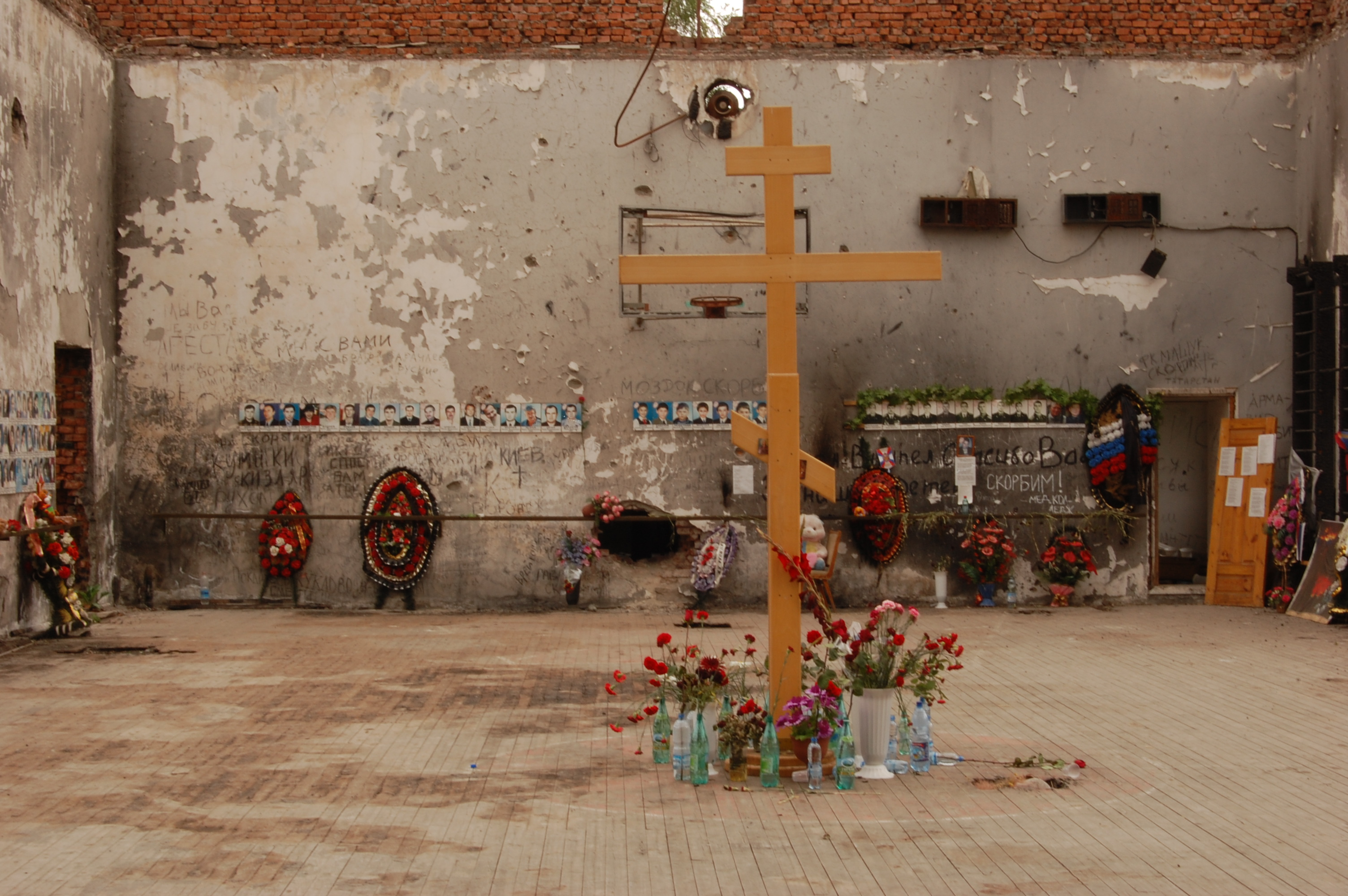

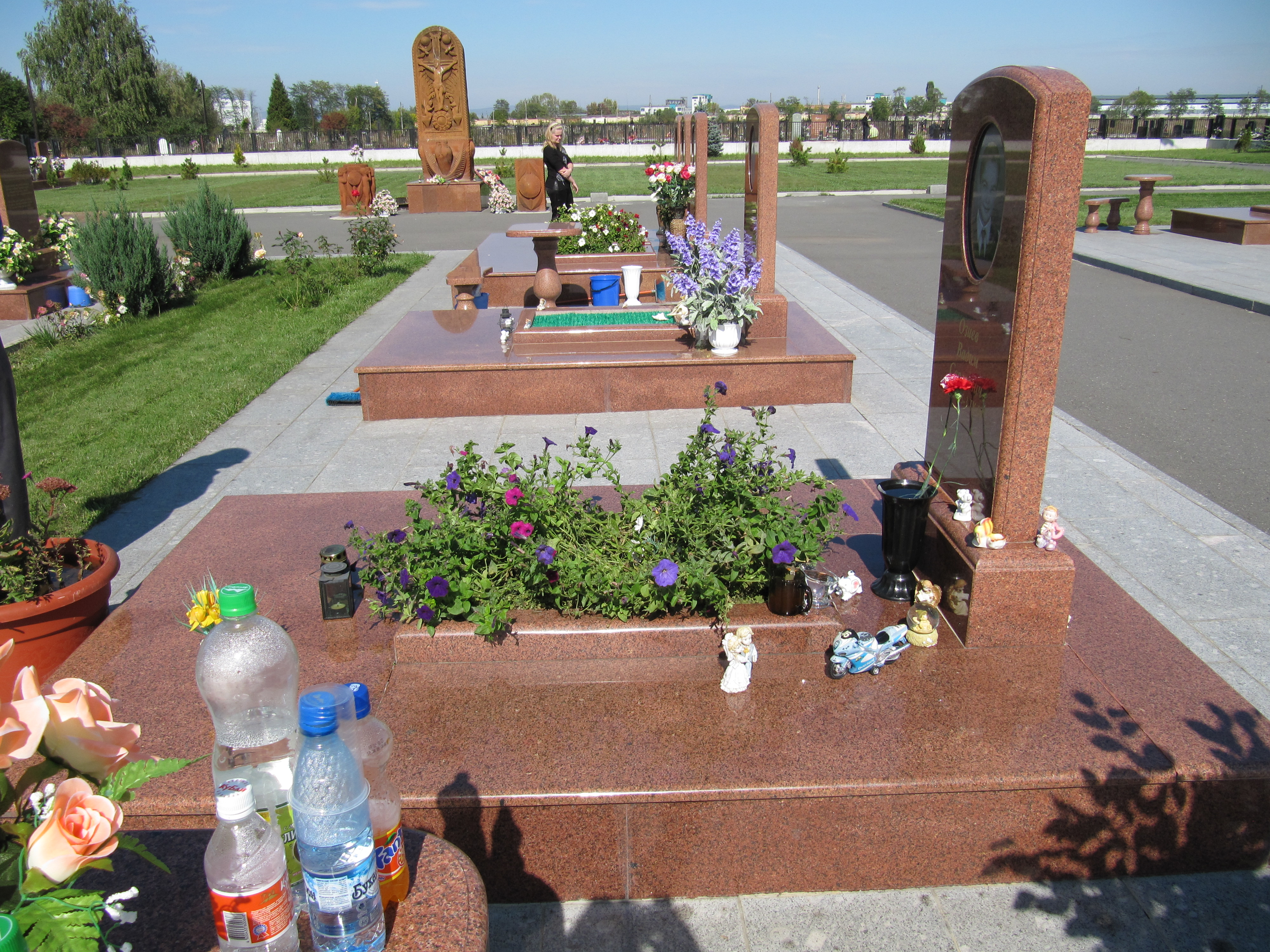

别斯兰（羅馬化：Beslan），又譯作贝斯兰，是俄罗斯北奥塞梯共和国的一个重镇，位于弗拉季高加索以北15公里，同时也是普拉沃別列日內區的行政中心。别斯兰是共和国的第三大城市，仅次于首府弗拉季高加索和莫兹多克，在2002年俄罗斯人口普查中这一地区的人口数为35,550人，略多于1989年普查的32,469人。
别斯兰是重要的铁路枢纽，位于顿河畔罗斯托夫到巴库铁路之间，也是通往弗拉季高加索铁路支线的起点。该镇是一个以1940年就建成了大型的玉米加工设施为主要产业的工业化农业镇。

## 历史
别斯兰镇始建于1847年，移民这从奥塞梯的不同地方聚集此地，当时被称为Beslanykau（别斯兰的居民点），名字取自奥塞梯当地的一位地主别斯兰·图拉托夫。

### 别斯兰学校人质危机
在2004年9月1日當地的開學日，别斯兰第一中学被车臣恐怖分子所占领，俄罗斯军方包围了学校3天试图解救被围困的平民和学生，事件在9月3日结束但导致了326名人质死亡，从而成为俄罗斯最严重的恐怖主义袭击事件。